# Hannes Reinmayr
Hannes Reinmayr (n. Viena, Austria, 23 de agosto de 1969) es un exfutbolista y actual entrenador austriaco, que jugaba de mediocampista y militó en diversos clubes de Austria y Alemania. Actualmente es el entrenador del SK Werndorf.

## Selección nacional
Con la Selección de fútbol de Austria, disputó 14 partidos internacionales y anotó solo 4 goles. Incluso participó con la selección austriaca, en una sola edición de la Copa Mundial. La única participación de Reinmayr en un mundial, fue en la edición de Francia 1998. donde su selección quedó eliminado, en la primera fase de la cita de Francia.

### Participaciones en Copas del Mundo
| Mundial                        | Sede    | Resultado    |
| ------------------------------ | ------- | ------------ |
| Copa Mundial de Fútbol de 1998 | Francia | Primera Fase |

## Clubes

### Jugador
| Club            | País     | Año       |
| --------------- | -------- | --------- |
| Austria Viena   | Austria  | 1987-1988 |
| FC Salzburgo    | Austria  | 1988      |
| Austria Viena   | Austria  | 1989      |
| Wiener SC       | Austria  | 1989-1990 |
| First Vienna    | Austria  | 1990      |
| Stahl Linz      | Austria  | 1991-1992 |
| Duisburgo       | Alemania | 1992-1994 |
| Bayer Uerdingen | Alemania | 1994-1995 |
| Strum Graz      | Austria  | 1995-2001 |
| FC Saarbrücken  | Alemania | 2002      |
| Mattersburgo    | Austria  | 2002-2003 |
| Sankt Andrä     | Austria  | 2003-2007 |

### Entrenador
| Periodo   | Club               |
| --------- | ------------------ |
| 2006–2007 | SK St. Andrä       |
| 2007–2008 | SK Sturm Graz II   |
| 2008–2010 | SK Austria Kärnten |
| 2010      | SC Kalsdorf        |
| 2011      | Union Thalheim     |
| 2012–2014 | SV Gössendorf      |
| 2014–2015 | SV Gleinstätten    |
| 2015–2016 | SC Fürstenfeld     |
| 2016–2018 | SV Tobelbad        |
| 2018–2019 | DSV Leoben         |
| 2019      | TSV Pöllau         |
| 2019–     | SK Werndorf        |